# Pareco
Die Pareco (Patriotes résistants congolais – deutsch „Patrioten Kongos im Widerstand“) ist eine kongolesische Hutu-Miliz. Sie rekrutiert sich überwiegend aus Kongolesen und Angehörigen der Hutu, die nach dem Völkermord im Jahr 1994 in benachbarten Ruanda über die Grenze flohen. Die Angehörigen der Pareco sind unter anderem in der Förderung von und im Handel mit Erzen tätig (beispielsweise in Nyabibwe), darunter Kassiterit und Coltan; ferner finanzieren sie sich über Schutzgelderpressung, illegale Steuern und Waffenverleih, obgleich sie offiziell mittlerweile in die reguläre Armee integriert sind.